# Кругленькое (Кемеровская область)
Кругленькое — село в Новокузнецком районе Кемеровской области. Входит в состав Терсинского сельского поселения.

## География
Центральная часть населённого пункта расположена на высоте 270 метров над уровнем моря. В 1,5 км расположен Мусороперерабатывающий завод.

## Население
По данным Всероссийской переписи населения 2010 года, в селе Кругленькое проживает 388 человек (182 мужчины, 206 женщин).
В ноябре 2023 года, из-за последствий урагана, жители посёлка оставались без электричества, воды, тепла и связи на протяжении 5 дней.

## Транспорт
По расписанию в село ездит 109 автобус.

## Экономика
В окрестностях села расположен Новокузнецкий мусороперерабатывающий завод, в селе 8 индивидуальных предпринимателей.